# Dennery by Pass
Dennery by Pass es una localidad de Santa Lucía, que forma parte del distrito de Dennery.